# Monteira cornicula
Monteira cornicula är en insektsart som beskrevs av Melichar 1906. Monteira cornicula ingår i släktet Monteira och familjen Nogodinidae. Inga underarter finns listade i Catalogue of Life.